# 沈联涛
丹斯里沈联涛，SBS（1946年—），马来西亚华裔经济学家。

## 生平
英国布里斯托大學毕业。1976-1989年供职于马来西亚中央银行，1989-1993年任世界银行金融界别发展部高级经理，1993-1998年任香港金融管理局副总裁，1998-2005年任香港证监会主席。2006年起任中国银行业监督管理委员会首席顾问。沈联涛发表过多部关于货币金融的论文和著作，包括专著《银行业重组：1980年代的教训》（1996年）等。自2011年起，沈联涛开始为非营利性国际媒体组织《Project Syndicate》撰写专栏文章。他还曾被选入2013年度“时代百大人物”。